# Idiasta totinigra
Idiasta totinigra är en stekelart som beskrevs av Fischer 2008. Idiasta totinigra ingår i släktet Idiasta och familjen bracksteklar. Inga underarter finns listade i Catalogue of Life.